# Maciej Januszko
Maciej Andrzej Januszko (ur. 18 sierpnia 1953) – polski wokalista, basista i gitarzysta. Frontman zespołów Mech i Januszko Magneto. 

## Życiorys
Ukończył VI Liceum Ogólnokształcące im. Tadeusza Reytana w Warszawie (1973). 
Współtwórca i lider zespołu Zjednoczone Siły Natury „Mech” – następnie Mech. Występował również w duecie z Jackiem Skubikowskim. Na przełomie lat osiemdziesiątych i dziewięćdziesiątych współprowadził wraz z Anną Mentlewicz program LUZ, emitowany w programie 1 Telewizji Polskiej. 
Od 2006 uczestniczył w projekcie OME (tOMEk Beksiński) – wydanej w 2011 płyty z tekstami Tomasza Beksińskiego.
W 2009 wraz z Tipsy Train wystąpił na zorganizowanej przez ten zespół imprezie „W hołdzie Black Sabbath”, wykonując m.in. utwór pt. Black Sabbath.

## Dyskografia

### Nagrania solowe
- Flesz. Aktor drugiego planu (1985)[potrzebny przypis]

### z Jackiem Skubikowskim
- Złe słowa (1986)
- Papuga Gaduła (1989)
- Zebra w palcie na asfalcie (1990)
- Piosenki z różowej scenki (1991)

### Gościnnie
- Voo Voo – XX Cz.1 (2005)[6]
- Mr Z`oob – Kawałek podłogi – Od początku (2008)[7]
- OME – tOMEk Beksiński (2011)[4]
- Pabieda – Nowa wymowa (2013)[8]